# Пашин, Алексей Геннадьевич
Алексей Геннадьевич Пашин (латыш. Aleksejs Pašins; 12 июля 1979) — латвийский футболист, центральный защитник. Выступал за сборную Латвии.

## Биография
Сын тренера Геннадия Николаевича Пашина, работавшего с детскими и взрослыми командами Даугавпилса.
Взрослую карьеру начал в 1996 году в клубе высшей лиги Латвии «Локомотив» (Даугавпилс), где выступал два сезона. Затем играл за другие клубы, бывшие середняками и аутсайдерами высшей лиги — «Валмиера», рижские «ФК Полиции» и «Рига». Некоторое время числился в тогдашнем ведущем клубе страны — «Сконто». Всего в высшей лиге Латвии провёл 79 матчей и забил 3 гола.
В 2002 году перешёл в таллинскую «Левадию», бывшую в то время вторым составом одноимённого клуба из Маарду. В её составе выступал два сезона в высшей лиге Эстонии. В 2002 году стал обладателем Кубка страны и осенью того же года сыграл 2 матча в Лиге Европы.
Сыграл один матч за национальную сборную Латвии — 4 февраля 2000 года в рамках международного турнира на Кипре против сборной Словакии (1:3), в ряде источников этот матч не считается официальным.
В 24-летнем возрасте завершил профессиональные выступления.

## Достижения
- Обладатель Кубка Эстонии: 2002